# 三島諒
三島 諒（みしま りょう、1991年9月9日 - ）は、日本の俳優。
広島県出身。

## 来歴
- 広島県に生まれる。

## 人物・エピソード
- 趣味、特技は、英語、サッカー、乗馬、スノーボード、殺陣、ボルダリング 。

## 出演

### 映画
- おっさんずぶるーす(カリスマハウス）/中村公彦監督 (2020) 世良完司役　[1]
- 本気のしるし/深田晃司監督　サラリーマン役 (2020)
- 異人たちの夏/たんじだいご監督　父役

### テレビドラマ
- 「エール」NHK連続テレビ小説（2020）慶應大学応援団役
- 「本気のしるし」/深田晃司監督　サラリーマン役 (2020)
- 「いだてん〜東京オリムピック噺〜」NHK大河ドラマ（2019）オリンピック組織委員役

### 舞台
- SAHARA /二階堂智演出　イェントゥ役　(2018)
- 真夏の夜の夢/たんじだいご演出 　ディミトリアス役　(2018)
- Sorrows & Sons/田辺日太演出 　バッキー役　(2017)
- 12人の優しい日本人/たんじだいご演出 　６号役　(2017)
- 風の中の人々/二階堂智演出　ヒロ役　(2017)
- 俺らの甲子園/二階堂智演出　ゲン役　(2016)

### CM
- たった2秒の油断で…岡山トヨペット／ながらスマホ運転防止啓発Web動画[2]